# MicroHD
El formato MicroHD (mHD) es un archivo de vídeo creado a partir de otro vídeo en alta definición usando H.264/MPEG-4 AVC o H.265 como códec de vídeo y AAC como formato de audio. El mHD difiere de otros formatos de alta definición por su reducido tamaño (3GB aproximadamente para un archivo de vídeo de 120 minutos). Tiene una resolución de alta definición 1280x720 px o 1920×1080 px y una frecuencia de muestreo menor.
- Datos: Q3728386